# Andrej Česnokov
Andrej Eduardovič Česnokov (Mosca, 2 febbraio 1966) è un ex tennista sovietico, dal 1991 russo.

## Biografia
Giocatore da fondo campo molto solido e regolare, aveva nella terra battuta la sua superficie preferita ma si adattava bene anche al cemento. In difficoltà sull'erba tant'è che non vinse mai un match a Wimbledon.
Česnokov si mette in luce nel grande tennis al Roland Garros 1986, dove da n. 81 ATP raggiunse i quarti di finale, battendo 6-2 6-3 6-3 il n. 2 Mats Wilander, per perdere da Henri Leconte. Raggiunge anche gli ottavi agli Us Open ed i quarti a Hong Kong chiudendo l'anno al n. 37.
Nel 1987 i migliori risultati sono la vittoria a Firenze, primo titolo ATP, la semifinale a Nizza, i quarti a Montecarlo e Hilversum e gli ottavi agli Us Open. 
Nel 1988 raggiunge subito le finali a Wellington e Sydney ed i quarti di finale agli Australian Open. Vince poi ad Orlando il secondo titolo del circuito, mentre i quarti a Key Biscayne gli consentono l'ingresso nei primi 20 del mondo. Sulla terra raggiunge la semifinale a Nizza e i quarti a Monaco e al Roland Garros. A fine anno è finalista a Tolosa, semifinalista a Vienna e fuori ai quarti a Bercy e Itaparica, chiudendo l'anno al n. 14.
Nel 1989 vince a Nizza e Monaco. Al Roland Garros raggiunge il miglior risultato Slam battendo il campione in carica Wilander nei quarti e cedendo in semifinale a Michael Chang 6-1 5-7 7-6 7-5. Altri risultati di rilievo sono i quarti a Hilversum e Tolosa, gli ottavi agli Us Open e la semifinale a Wembley.
Nel 1990 raggiunge i quarti a Wellington, la finale ad Auckland e la semifinale a Barcellona. A Montecarlo vince il torneo più prestigioso della carriera battendo negli ultimi atti del torneo Emilio Sanchez e Thomas Muster. Continua la striscia vincente a Roma dove batte ancora Sanchez in SF e perde la rivincita con Muster in finale. Arrivato al Roland Garros come uno dei favoriti del torneo, perde da Henri Leconte, sua bestia nera nel torneo parigino (3 sconfitte su 3) 6-3 al quinto set. Nella seconda parte dell'anno si segnalano i quarti a Gstaad, la semifinale a New Haven e la vittoria a Tel Aviv. Chiude al n. 12 dopo aver raggiunto il Best ranking al 10.
Il 1991 è un anno inferiore come costanza di rendimento, lo chiude infatti al n. 31 del mondo, dopo aver ritoccato in primavera il suo best ranking al n. 9, ma vince il suo secondo torneo Masters alla Roger Cup a Montreal, stavolta sul cemento. Altri risultati dell'anno sono i quarti a Bruxelles, Barcellona e Montecarlo e le semifinali all'Estoril e a Brisbane.
Il 1992 è caratterizzato invece dalla finale ad Indian Wells, dalla semifinale a Scottsdale, Schenectady e Vienna e dai quarti a Montecarlo e Basilea. Anche nel 1993 si conferma attorno al 30 del mondo con un grosso risultato nei Masters 1000, stavolta la finale ad Amburgo. Altri risultati importanti sono i quarti a Memphis, Roma e Stoccarda, le semifinali a Scottsdale e Tolosa e la finale di Praga.
Il 1994 è ancora una volta una stagione da trentesimo posto, stavolta senza il guizzo nel grande torneo ma con più continuità nei tornei minori. Si segnalano infatti le semifinali a Monaco, Stoccarda, Tolosa e Lione ed i quarti a Filadelfia, Bastad e Praga.
Nel 1995 fa registrare un calo di rendimento che lo fa scendere al n. 90 ATP. La stagione si segnala per l'impresa in Coppa Davis dove in semifinale contro la Germania nell'incontro decisivo batte Michael Stich per 6-4, 1-6, 1-6, 6-3, 14-12, annullando ben 9 match point. Il giorno dopo il presidente russo Boris El'cin lo insignì con la decorazione dell'Ordine del Coraggio. A livello ATP ottiene la semifinale a San Pietroburgo e gli ottavi al Roland Garros. Un'ultima semifinale ATP la gioca a Casablanca '96 mentre disputa per lo più tornei challenger fino al 2000, anno del suo ritiro. 
In carriera Česnokov ha vinto sette tornei nel singolare e guadagnato premi per un totale di 3 084 188 $

## Curiosità
- Il regista e violinista francese Bruno Monsaingeon nel 1989 ha realizzato un film documentario su Česnokov dal titolo, "Portrait d'un joueur, Andrej Česnokov", della durata di 56 minuti.
- All'età di sedici anni, Česnokov era tra i presenti alla partita valida per la coppa UEFA tra lo Spartak Mosca e l'Haarlemsche Football Club Haarlem, durante la quale avvenne il "Disastro del Lužniki". Egli è poi stato membro onorario del comitato organizzatore della partita a scopo benefico organizzata in favore delle vittime, giocata il 20 ottobre 2007.
- Il 20 novembre 2002, durante una visita a Dnipropetrovs'k in Ucraina, gli sono stati sparati due proiettili di gomma dopo una discussione in un ristorante con un paio di individui non identificati.

## Titoli

### Singolare

#### Vittorie (7)
| Legend                 |
| Grand Slam (0)         |
| Tennis Masters Cup (0) |
| ATP Masters Series (2) |
| ATP Tour (5)           |

| No. | Data            | Torneo                                       | Superficie  | Avversario in finale  | Punteggio        |
| 1.  | 24 maggio 1987  | ATP Firenze, Firenze                         | Terra rossa | Alessandro De Minicis | 6–1, 6–3         |
| 2.  | 14 marzo 1988   | U.S. Men's Clay Court Championships, Orlando | Cemento     | Miloslav Mečíř        | 7–6(6), 6–1      |
| 3.  | 24 aprile 1989  | ATP Nizza, Nizza                             | Terra rossa | Jérôme Potier         | 6–4, 6–4         |
| 4.  | 8 maggio 1989   | BMW Open, Monaco di Baviera                  | Terra rossa | Martin Střelba        | 5–7, 7–6(6), 6–2 |
| 5.  | 30 aprile 1990  | Monte Carlo Masters, Monte Carlo             | Terra rossa | Thomas Muster         | 7–5, 6–3, 6–3    |
| 6.  | 15 ottobre 1990 | Tel Aviv Open, Tel Aviv                      | Cemento     | Amos Mansdorf         | 6–4, 6–3         |
| 7.  | 29 luglio 1991  | Rogers Cup, Montréal                         | Cemento     | Petr Korda            | 3–6, 6–4, 6–3    |

#### Sconfitte (8)
| Legend                 |
| Grand Slam (0)         |
| Tennis Masters Cup (0) |
| ATP Masters Series (3) |
| ATP Tour (5)           |

| Numero | Data            | Torneo                                   | Superficie  | Avversario in finale | Punteggio              |
| 1.     | 3 gennaio 1988  | Wellington Classic, Wellington           | Cemento     | Ramesh Krishnan      | 7–6, 0–6, 4–6, 3–6     |
| 2.     | 10 gennaio 1988 | Medibank International, Sydney           | Erba        | John Fitzgerald      | 3–6, 4–6               |
| 3.     | 16 ottobre 1988 | Grand Prix de Tennis de Toulouse, Tolosa | Cemento     | Jimmy Connors        | 2–6, 0–6               |
| 4.     | 14 gennaio 1990 | Heineken Open, Auckland                  | Cemento     | Scott Davis          | 6–4, 3–6, 3–6          |
| 5.     | 20 maggio 1990  | Internazionali d'Italia, Roma            | Terra rossa | Thomas Muster        | 1–6, 3–6, 1–6          |
| 6.     | 8 marzo 1992    | Indian Wells Masters, Indian Wells       | Cemento     | Michael Chang        | 3–6, 4–6, 5–7          |
| 7.     | 9 maggio 1993   | German Open Hamburg, Amburgo             | Terra rossa | Michael Stich        | 3–6, 7–6(1), 76–7, 4–6 |
| 8.     | 8 agosto 1993   | ATP Praga, Praga                         | Terra rossa | Sergi Bruguera       | 5–7, 4–6               |